# 趙才
趙才（547年—619年），中国隋朝軍人，表字孝才，張掖郡酒泉县（今甘肃省酒泉市）人。順政太守趙寿之子。
趙才少骁武，善马，骁勇粗悍。北周为舆正上士。581年，隋文帝即位，建立隋朝，以军功担任上仪同三司，事奉晋王杨广。杨广为皇太子，趙才任右虞候率。604年，杨广即位为隋煬帝，改任左備身驃騎，後转任右驍衛将軍。煬帝信任他是晋王時代以来的旧臣，趙才也以謹直有良好的声望。一年后，转任右候衛将軍。609年，参加遠征吐谷渾，担任行軍总管，率领衛尉卿劉权、兵部侍郎明雅出合河道，击败遭遇的吐谷渾軍。以功進位金紫光禄大夫。612年、遠征高句麗，出碣石道，回师任左候衛将軍。後转任右候衛大将軍。614年，煬帝幸汾陽宮，趙才留守東都洛陽。
616年，煬帝在洛陽，将要去江都。趙才以叛乱频发，隋王朝即将瓦解，于是劝谏煬帝。激怒了煬帝，把趙才交给刑吏处置。十天后，煬帝怒气渐渐消除，将他释放。煬帝到江都，趙才跟随。江都糧食不足，将士士气下降，内史侍郎虞世基、秘書監袁充建议煬帝驾临丹陽。煬帝让朝廷議論，趙才主張返回長安，虞世基主張渡过長江。煬帝默然無言，趙才、虞世基都忿忿不平的退出。618年，宇文化及殺害煬帝时，趙才当时在苑北。宇文化及派遣驍果席徳方假传詔书追回趙才。趙才听说有詔书就出来了，席徳方抓住了趙才，送给了宇文化及。趙才对宇文化及的话不应答。宇文化及发怒想要殺了他，三日后将他释放。趙才以本官跟随宇文化及，鬱鬱不乐。趙才参加宇文化及的宴会，向参加宇文化及之乱的十八人劝酒，取杯说道「你们十八人只能干一次。不要在别处做什么了」，諸人默然不答。619年，到达聊城，趙才卧病在床。宇文化及被竇建德击敗，趙才被俘。数日後去世。享年七十三岁。

## 延伸阅读
[在维基数据编辑]
 《北史·卷078》，出自李延壽《北史》
 《隋書·卷65》，出自魏徵《隋书》